# アンドレアス・セラリウス

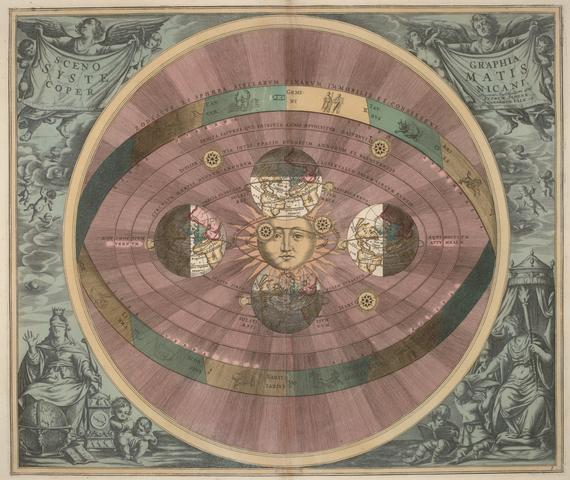
地動説の宇宙

アンドレアス・セラリウス（Andreas Cellarius 、1596年頃 - 1665年）は、ドイツ生まれでオランダで活躍した地図製作者で、1660年に出版した『大宇宙の調和』(Harmonia Macrocosmica）という星図の作者として知られる。
ドイツのヴォルムスに近いノイハウゼンで生まれた。ハイデルベルクに学んだ。新教徒であったセラリウスは三十年戦争の勃発によって、ハイデルベルクがカトリック勢力に占領された1620年代の初めに、ハイデルベルクから逃れた。1625年にラテン語学校の教師をしていたアムステルダムで結婚した。その後ハーグでしばらく過ごし、1637年にホールンに移り、没するまでホールンのラテン語学校の講師を務めた。
1660年にアムステルダムでJohannes Janssoniusによって出版されたした
『大宇宙の調和』は29枚の美しい版画によって星図や宇宙像が示されている。ニコラウス・コペルニクスの地動説に従う宇宙像や、チコ・ブラーエの天動説の宇宙像が列挙されている。（nl版wikipediaに画像がある。）
小惑星(12618)Cellariusに命名されている。